# Isaac Fotu
Isaac Mana Mei Langi Finau Fotu (Iorque), 18 de dezembro de 1993) é um basquetebolista profissional neo-zelandês, nascido na Inglaterra, que atualmente defende o ratiopharm Ulm na Liga Alemã de Basquetebol e Eurocopa.

## Títulos Pessoais
- Campeão Mundial 3x3 Sub 18
- Campeão da NBL com o New Zealand Breakers

- Debutante do ano na Conferência Big West (NCAA) (2012-13)
- Quinteto ideal da Conferência Big West (2013-14)